# American Recordings
American Recordings (inicialmente denominada Def American Recordings) é uma gravadora norte-americana fundada em 1988 pelo produtor musical Rick Rubin. Desde 2001, é um selo ligado a Universal Music Group.

## Artistas atuais
- The Avett Brothers
- Johnny Cash
- Neil Diamond
- Howlin Rain
- The (International) Noise Conspiracy
- Luna Halo
- Ours
- Tom Petty
- Dan Wilson
- ZZ Top

## Artistas e grupos do passado
- Danzig
- Slayer